# استپاناکرت
اِستِپاناکِرت (به ارمنی: Ստեփանակերտ) یا خان‌کَندی (به ترکی آذربایجانی: Xankəndi) یا با نام قدیمی واراراکن مرکز مکان مورد مناقشه، جمهوری آرتساخ (جمهوری قره‌باغ سابق) است. با توجه به منابع قرون وسطا ارمنی تا سال ۱۸۴۷م «وارارآکن» (به معنی چشمه روان و جوشان) نام داشت. ولی منابع آذربایجانی عموماً بر این باورند که این شهر در اواخر سده هجده میلادی بنیان گذاشته شده‌است و قرارگاه خصوصی برای خان‌های خانات قره‌باغ بود و به همین دلیل به نام خان کندی (روستای خان) نامیده شده و در آغاز خانین کندی و سپس کوتاه شده آن به خان کندی دگرگون شده‌است.
این شهر از سال ۱۸۴۷ میلادی تا سال ۱۹۲۰ میلادی خان‌کَندی نام داشت و در دوران شوروی سابق بعد از اشغال جمهوری آذربایجان و مناقشات به‌وجود آمده بین ارامنه و اهالی ترک نشین منطقه قره باغ و در پایان از سال ۱۹۲۳ میلادی نام این شهر به اِستِپاناکِرت که از نام استپان شاهومیان گرفته‌است، تغییر کرد. جمعیت شهر در سال ۱۹۸۹ میلادی، ۵۶٬۷۰۵ نفر بوده‌است؛ که ۸۵ درصد جمعیت ارمنی بودند. در سال ۱۹۸۰م در این منطقه ۵۱ روستا وجود داشت که از این میان ۴۶ روستای آن ارمنی بوده‌است.

## نام
«استپان» اشاره به استپان شاهومیان دارد. پسوند «_اکرت» (-akert) که از زبان‌های ایرانی‌تبار پیش از اسلام وارد زبان ارمنی شده، معادل پسوند «_گرد» یا «_جرد» است که در انتهای نام شهرها می‌آمده‌است.

## تصرف قره‌باغ  ۲۰۲۳
جمهوری آذربایجان اواخر سپتامبر ۲۰۲۳ منطقه قره‌باغ را تصرف کرد. حدود ۱۲۰ هزار ارمنی در قره‌باغ زندگی می‌کنند. نیکول پاشینیان، نخست‌وزیر ارمنستان، ۲۴ سپتامبر گفت بسیاری از افراد این منطقه «اخراج از وطن را تنها راه نجات می بینند» مگر اینکه «شرایط واقعی زندگی» و «مکانیسم های موثر محافظت در برابر پاکسازی قومی» را فراهم شود. جمهوری آذربایجان گفت با ارامنه به عنوان «شهروندانی برابر» برخورد خواهد کرد. بسیاری ازمردم استپاناکرت (خان‌کندی) گفته اند احتمالا منطقه را ترک خواهند کرد.

## نگارخانه

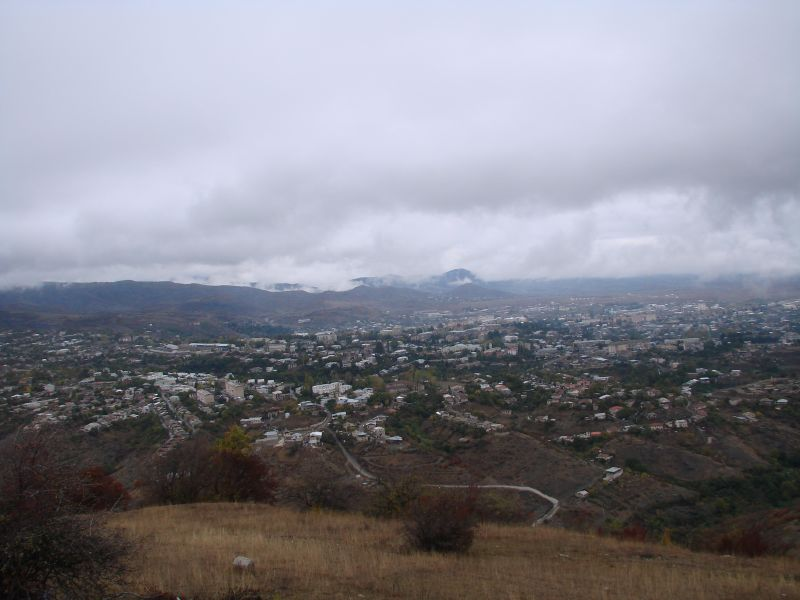
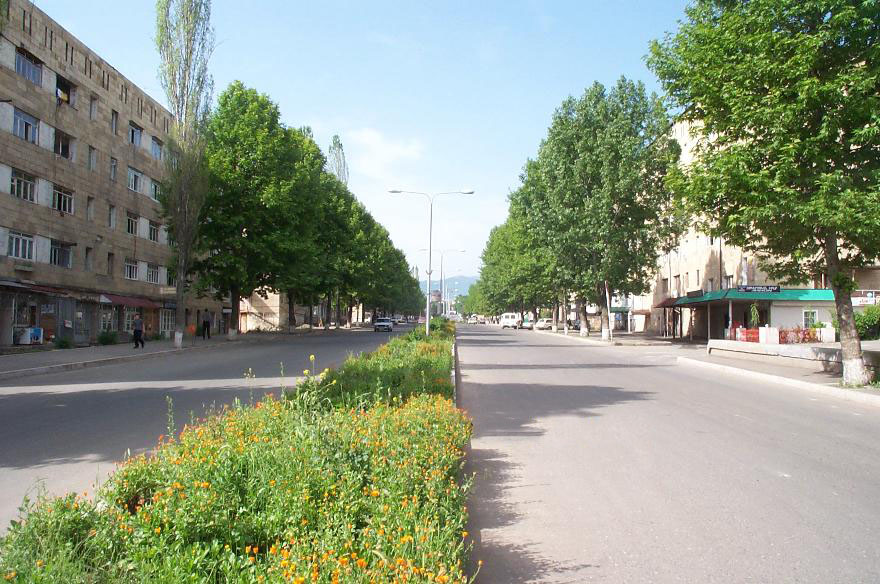
خیابان اصلی شهر استپاناکرت
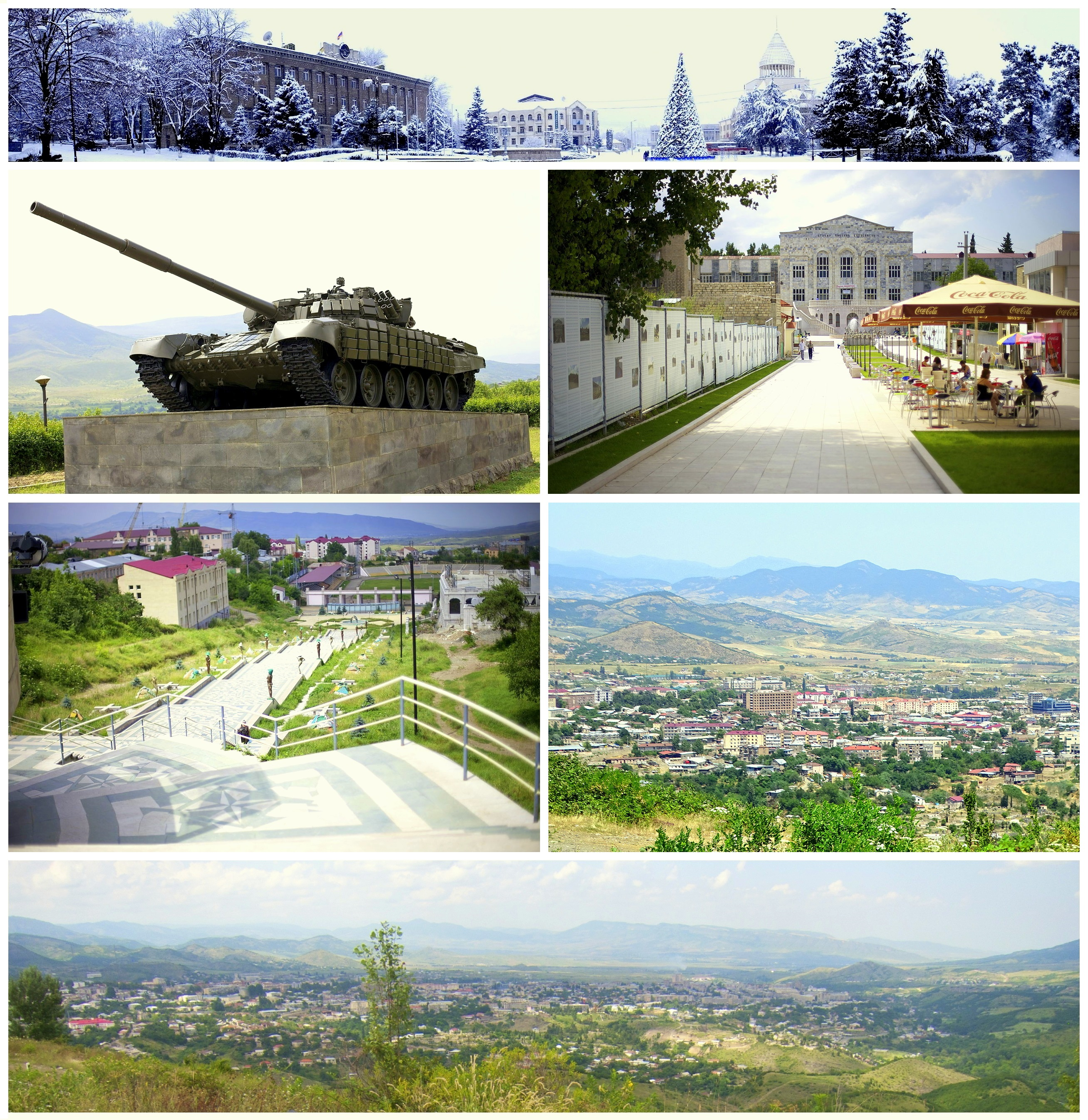
از بالا چپ:دورنمای گسترده از Renaissance میدان
تانک T-72 یادبودی از جنگ قره‌باغ • دانشگاه آرتساخ
مرکز خرید استپاناکرت • افق مریی استپاناکرت
دورنمای وسیع استپاناکرت